# Dravograds vattenkraftverk
Dravograds vattenkraftverk är beläget sydväst om Dravograd i Slovenien och är ett av åtta vattenkraftverk längs den slovenska delen av Drava. Vattenkraftverket, som byggdes under andra världskriget har, efter en ombyggnad år 1994, en kapacitet på 26,2 MW. Det byggdes av ryska krigsfångar mellan åren 1941-1943 och hade då två kaplanturbiner. I april 1945 skadades kraftverket av allierade bombflyg och reparationerna pågick till år 1955. Ovanför dammen ligger sjön Dravograd (slovenska: Dravograjsko jezero) som är ett Natura 2000 område.